# Tadeusz Mazowiecki
Tadeusz Mazowiecki (Płock, 18 aprile 1927 – Varsavia, 28 ottobre 2013) è stato un giornalista, politico, autore, filantropo e operatore sociale polacco.

## Biografia
Intellettuale cattolico, membro fondatore di Solidarność al fianco di Lech Wałęsa; fu condannato dalla legge marziale per la sua opposizione al regime comunista della Polonia.
È stato primo ministro della Repubblica di Polonia dal 24 agosto 1989 al 31 dicembre 1989, nell'ambito del primo governo a guida non comunista in un Paese del blocco sovietico. Dopo la fine del comunismo nel Paese, è rimasto in carica come primo ministro fino al 12 gennaio 1991. Durante la permanenza in carica approntò modifiche costituzionali che resero la Polonia uno Stato di diritto, fece sciogliere le forze di sicurezza interne e ottenne il ritiro delle truppe sovietiche dal territorio nazionale. 
È stato inviato speciale dell'ONU nell'ex-Jugoslavia, partecipando attivamente nella lotta per la difesa dei diritti umani. Fu grande amico di Papa Giovanni Paolo II.